# Bulbophyllum conchidioides
Bulbophyllum conchidioides är en orkidéart som beskrevs av Henry Nicholas Ridley. Bulbophyllum conchidioides ingår i släktet Bulbophyllum och familjen orkidéer. Inga underarter finns listade i Catalogue of Life.